# Loudi
Loudi is een stadsprefectuur met ruim 4 miljoen inwoners in het midden van de zuidelijke provincie Hunan, Volksrepubliek China. Het ligt 110 km ten zuidwesten van de hoofdstad Changsha.